# فرودگاه کاربو شهری
فرودگاه کاربو شهری (به انگلیسی: Caribou Municipal Airport) یک فرودگاه همگانی با کد یاتا CAR است که یک باند فرود آسفالت دارد و طول باند آن ۱۲۲۰ متر است. این فرودگاه در کشور ایالات متحده آمریکا قرار دارد و در ارتفاع ۱۹۰٫۸ متری از سطح دریا واقع شده‌است.